# Hohenzollernring 56 (Köln)

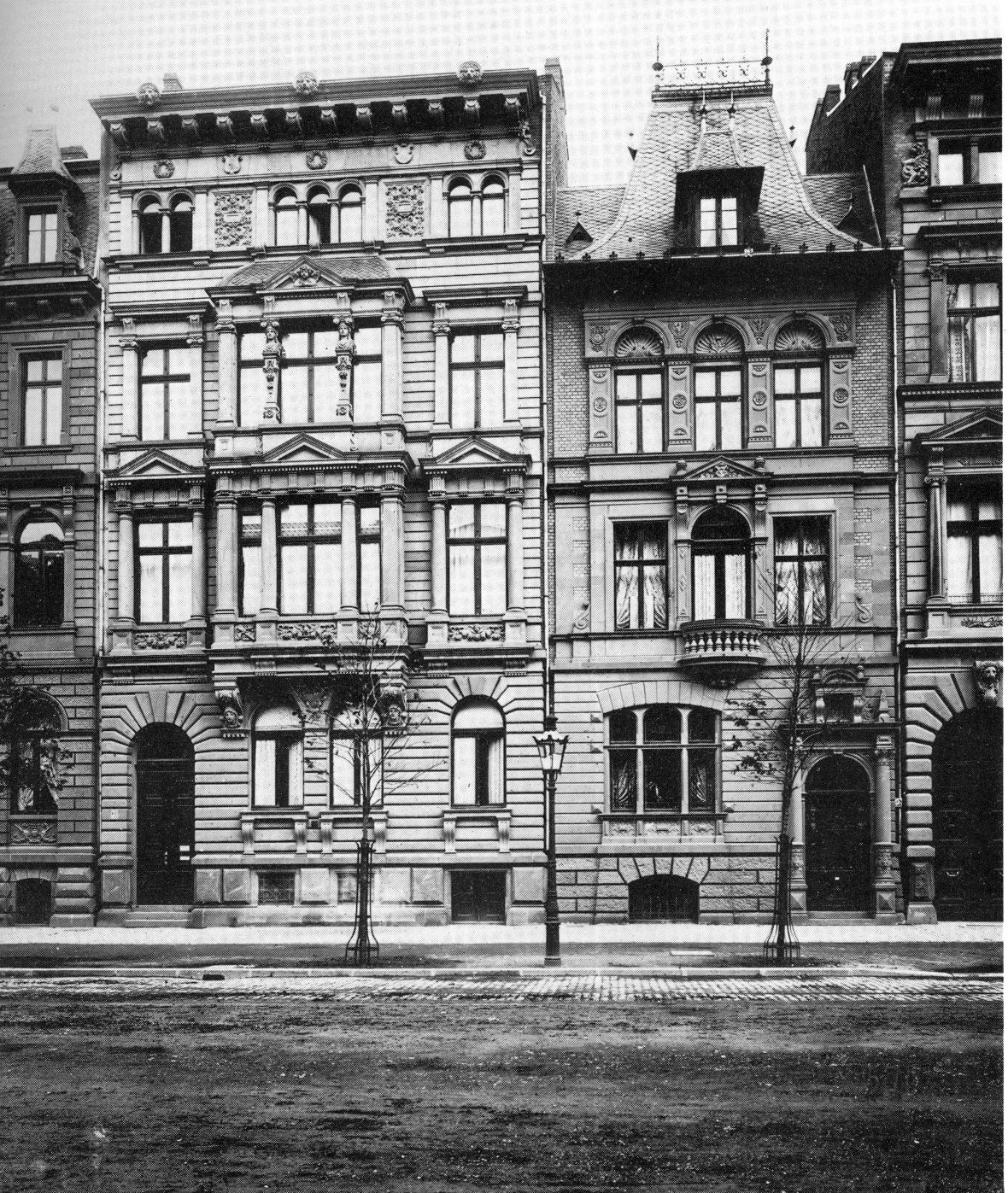
Haus „Zum gequetschten Baumeister“ (rechts)

Das Haus Hohenzollernring 56 in Köln wurde 1882 für den Stadtbaumeister Josef Stübben auf den Kölner Ringen erbaut. Die Fassade des Hauses wurde nach Entwürfen der Architekten de Voss & Müller gestaltet. Stübben konnte sich als Beamter nur die kleinste zulässige Parzelle von 8 Metern Breite erlauben. Zwischen den breiten, hohen Stadtpalais an dieser „Millionärsmeile der Kölner Ringstraße“ wirkte das Haus des Stadtbaumeisters so klein und schmal, dass es den Spitznamen Zum gequetschten Baumeister erhielt. Stübben antwortete darauf mit einem Spruch, den er in das Erdgeschossfenster einbrennen ließ: „Lieber klein und wie mir’s paßt, als zur Miete im Palast.“
Die Fassade zeigte „wesentliche Stilmerkmale der französischen Renaissance“. Über dem rustifizierten Erdgeschoss erhoben sich die beiden Obergeschosse. Die Obergeschosse waren durch einen Mittelrisalit gegliedert, der die Fenster zu Dreiergruppen zusammenfasste. Das mittlere Fenster der Dreiergruppe im ersten Obergeschoss zeigte eine prächtige Rahmung und einen halbrunden Balkon. Das Walmdach war konkav geschwungen.
Das Haus ist nicht erhalten. Auf dem kleinen Grundstück befindet sich heute im Erdgeschoss ein Reformhaus. Auch das Haus Nr. 58 ist nicht erhalten, wohl aber das Haus Nr. 54, von dem man den Eingang erkennt.